# Diospyros trianthos
Diospyros trianthos là một loài thực vật có hoa trong họ Thị. Loài này được Phengkhlai mô tả khoa học đầu tiên năm 1969.